# 池宗傑

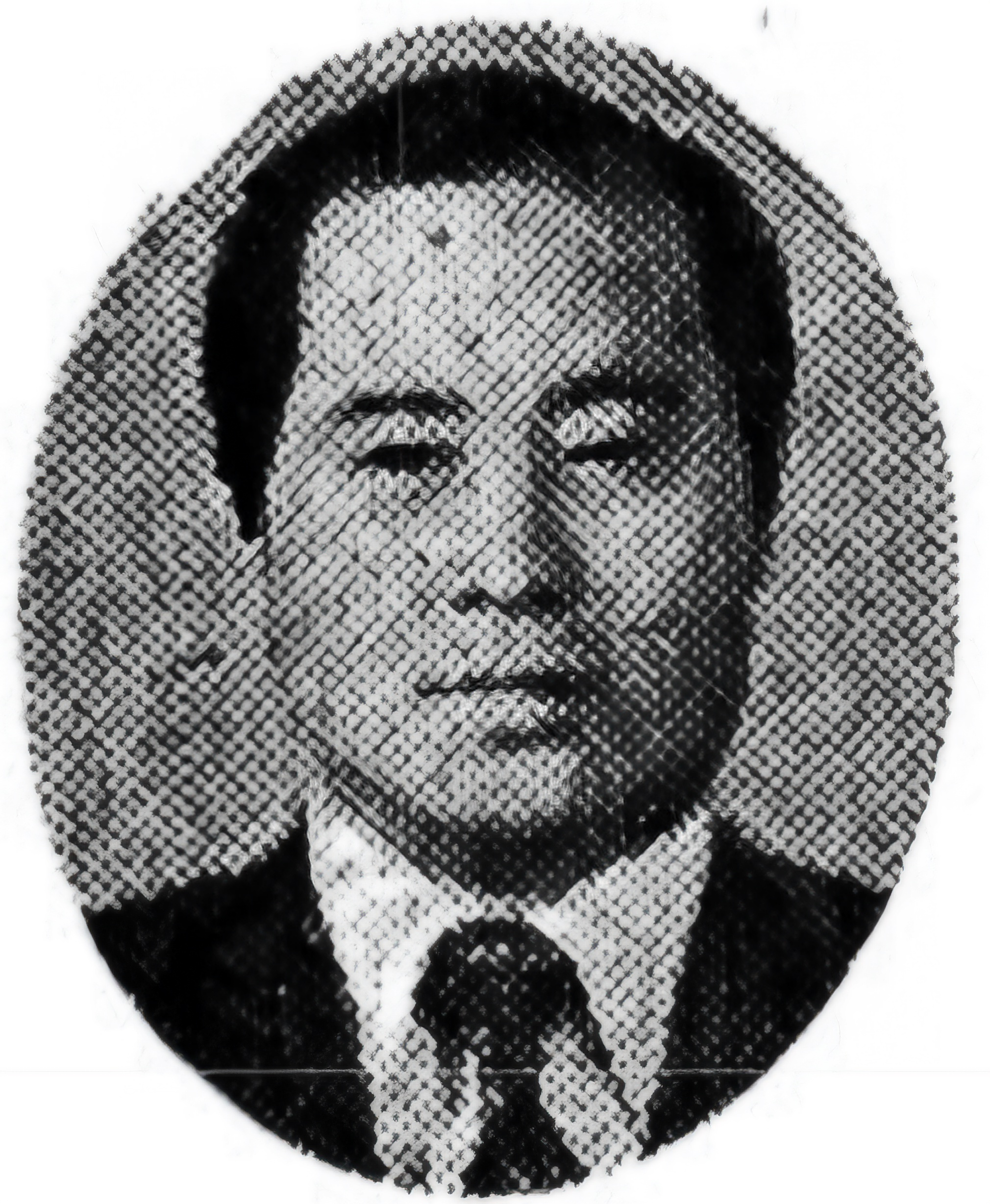
1976年ごろ

池 宗傑（チ・ジョンゴル、朝鮮語: 지종걸、1929年6月29日 - 1998年9月20日）は、大韓民国の官僚、政治家、実業家。第9代韓国国会議員（在任中に辞職）。本貫は忠州池氏。

## 経歴
咸北富寧出身。1960年、国民大学（現・国民大学校）卒。1962年、ソウル大学校行政大学院修了。国務総理企画調整室次長、無任所長官補佐官、最高会議財経委員会財政金融担当官、民主共和党政策研究室次長・企画管理局長・政策研究室長・政務次官、維新政友会研究室次長、国会農水産委員会委員長を歴任した。1977年12月23日、議員を辞職した。1987年から1989年までは第17代忠州池氏大宗会会長を務めた。その後は実業家となり、漢城企業会長を務めた。
1998年9月20日、ソウル市瑞草区の自宅で死去。69歳没。